# Enrique Louis Rampa
Enrique Louis Rampa (Salamanca, 22 de juliol de 1922 - Alacant, 2002) fou un químic i polític socialista valencià d'origen castellà.

## Trajectòria
Llicenciat en Ciències Químiques per la Universitat Complutense de Madrid, va continuar estudis a França, Bèlgica, Suïssa i Estats Units. Va ser Director de Tecnologia del grup ENDASA (Empresa Nacional d'Alumini). El 1964 començà a militar a Izquierda Democrática, col·laborà a Cuadernos para el Diálogo i el 1968 participà en la fundació a Alacant del Cercle Joan XXIII.
El 1976 era president de l'executiva d'Izquierda Democrática a Alacant, però l'abandonà per ingressar al PSPV-PSOE, partit en el que va estar president de l'executiva local (1977-1980) i comarcal de l'Alacantí. Fou elegit diputat a les eleccions a les Corts Valencianes de 1983 i 1987. Durant el seu mandat fou president de la Comissió d'Indústria, Comerç i Turisme i de la Comissió Permanent no legislativa de Seguretat Nuclear de les Corts Valencianes. El 1991 va deixar la política. En 2007 la seva família cedí el seu arxiu a la Universitat d'Alacant.